# Dux limites Tripolitani
Il Dux limites Tripolitani era il comandante di truppe di limitanei della diocesi d'Africa, provincia di Tripolitania, e facenti parte dell'armata imperiale del Numerus intra Africam. Suo diretto superiore era il comes Africae al tempo della Notitia dignitatum (nel 400 circa), che a sua volta dipendeva dal magister peditum praesentalis per le unità di fanteria, e dal magister equitum praesentalis per quelle di cavalleria.

## Elenco unità
Era a capo di 14 unità (o distaccamenti), come risulterebbe dalla Notitia dignitatum:
Praepositus limitis Talalatensis, Praepositus limitis Tenthettani, Praepositus limitis Bizerentane, Praepositus limitis Tillibarensis, Praepositus limitis Madensis, Praepositus limitis Maccomadensis, Praepositus limitis Tintiberitani, Praepositus limitis Bubensis, Praepositus limitis Mamucensis, Praepositus limitis Balensis, Praepositus limitis Varensis, Milites Fortenses in castris Leptitanis, Milites Munifices in castris Madensibus, Praepositus limitis Sarcitani.

### Fonti primarie
- Notitia Dignitatum, Occ., I, VII, XXI.

### Fonti storiografiche moderne
- J.Rodríguez González, Historia de las legiones Romanas, Madrid, 2003.
- A.K.Goldsworthy, Storia completa dellesercito romano, Modena 2007. ISBN 978-88-7940-306-1
- Y.Le Bohec, Armi e guerrieri di Roma antica. Da Diocleziano alla caduta dell'impero, Roma 2008. ISBN 978-88-430-4677-5